# Gare de Hauerseter
La gare de Hauerseter est une gare ferroviaire de la Hovedbanen.

## Situation ferroviaire
La gare de Hauerseter est au (PK) 49,62 et à 217,4 mètres d'altitude. La gare est située entre la halte ferroviaire ouverte de Nordby et la halte fermée de Sand,.

## Histoire
La gare ouvre le 1er octobre 1894 et n'avait alors que le statut de halte. Le 1er avril 1900 la halte obtient le statut de gare. Jusqu'en 1921, le nom de la gare s'écrit Hauersæter. La gare est automatisée en 1965.
Au (PK) 49,34 partait la ligne secondaire reliant Hauerseter à Gardermoen. La ligne a été abandonnée à la construction de l'aéroport d'Oslo-Gardermoen. D'une longueur de 6,7 km elle a été ouverte en 1941. En 1995, seuls les trois premiers kilomètres étaient encore utilisés. En 2004, cette partie a également été supprimée,.

## Service des voyageurs

### Accueil
La gare possède un parking de 120 places (dont 2 pour les personnes à mobilité réduite) et un parking à vélo. Il y a une salle d'attente ouverte toute la semaine de 5h à 17h et une aubette sur le quai.

### Desserte
La halte est desservie par la ligne locale L 13 (Drammen-Oslo-Dal).

### Intermodalité
Un arrêt de bus est situé à une centaine de mètres de la gare.